# Sanchezia lutea
Sanchezia lutea är en akantusväxtart som beskrevs av Emery Clarence Leonard. Sanchezia lutea ingår i släktet Sanchezia och familjen akantusväxter. Inga underarter finns listade i Catalogue of Life.